# Flaki (Pieninen)
Der Flaki ist ein Berg in den polnischen Mittleren Pieninen, einem Gebirgszug der Pieninen, mit 810 m. ü.N.N. Er liegt in den Czorsztyner Pieninen. Der Gipfel liegt ca. 300 Meter über dem Tal des Dunajec.

## Lage und Umgebung
Der Flaki liegt im Hauptkamm der Pieninen. Südöstlich des Gipfels liegt der Dunajec-Durchbruch, nördlich liegt das Tal der Krośnica. 

## Etymologie
Der Name des Gipfels lässt sich übersetzen als Eingeweide. Nach einer Legende soll der Name darauf zurückzuführen sein, dass auf den Almen des Berges Wölfe hier Schafe rissen, von denen nur die Eingeweide übrig geblieben sind.

## Tourismus
Der Gipfel liegt im Pieninen-Nationalpark. Er ist nicht für Touristen zugänglich. Vor dem Bau der Staumauer befand sich in der Nähe des Berges der höher gelegene Durchbruch des Dunajec.